# Campionati del mondo di atletica leggera indoor 1991 - Marcia 3000 metri
La gara si è tenuta l'8 e 10 marzo.

## Risultati

### Batterie
| Pos. | Batteria | Nome               | Nazione          | Tempo    | Note  |
| ---- | -------- | ------------------ | ---------------- | -------- | ----- |
| 1    | 1        | Ileana Salvador    | Italia           | 12:33.23 | Q     |
| 2    | 1        | Yelena Nikolayeva  | Unione Sovietica | 12:34.73 | Q     |
| 3    | 1        | Beate Anders       | Germania         | 12:35.27 | Q     |
| 4    | 1        | Olga Sánchez       | Spagna           | 12:47.80 | Q     |
| 5    | 2        | Annarita Sidoti    | Italia           | 13:05.10 | Q     |
| 6    | 2        | Olga Kardopoltseva | Unione Sovietica | 13:05.43 | Q     |
| 7    | 2        | Kathrin Born       | Germania         | 13:05.47 | Q     |
| 8    | 1        | Zuzana Zemková     | Cecoslovacchia   | 13:05.89 | Q     |
| 9    | 2        | Kerry Saxby        | Australia        | 13:06.38 | Q     |
| 10   | 1        | Victoria Herazo    | Stati Uniti      | 13:15.99 | Q     |
| 11   | 2        | Emilia Cano        | Spagna           | 13:16.06 | Q     |
| 12   | 2        | Miriam Ramón       | Ecuador          | 13:25.13 | Q, AR |
| 13   | 2        | Alison Baker       | Canada           | 13:53.21 |       |
|      | 1        | Sari Essayah       | Finlandia        | DQ       |       |
|      | 1        | Janice McCaffrey   | Canada           | DQ       |       |
|      | 1        | Mária Rosza        | Ungheria         | DQ       |       |
|      | 1        | Viera Toporek      | Austria          | DQ       |       |
|      | 2        | Kamila Holpuchová  | Cecoslovacchia   | DQ       |       |
|      | 2        | Ildikó Ilyés       | Ungheria         | DQ       |       |

### Finale
| Pos | Nome               | Nazione          | Tempo    | Note |
| --- | ------------------ | ---------------- | -------- | ---- |
| 1   | Beate Anders       | Germania         | 11:50.90 | WR   |
| 2   | Kerry Saxby        | Australia        | 12:03.21 |      |
| 3   | Ileana Salvador    | Italia           | 12:07.67 | NR   |
| 4   | Olga Kardopoltseva | Unione Sovietica | 12:07.70 | PB   |
| 5   | Yelena Nikolayeva  | Unione Sovietica | 12:09.60 | PB   |
| 6   | Emilia Cano        | Spagna           | 12:40.87 | PB   |
| 7   | Olga Sánchez       | Spagna           | 12:54.40 |      |
| 8   | Zuzana Zemková     | Cecoslovacchia   | 12:59.85 |      |
| 9   | Victoria Herazo    | Stati Uniti      | 13:09.90 |      |
| 10  | Miriam Ramón       | Ecuador          | 13:24.95 | AR   |
|     | Annarita Sidoti    | Italia           | DQ       |      |
|     | Kathrin Born       | Germania         | DQ       |      |